# Ona Grauer
Ona Grauer es una actriz méxico-canadiense conocida sobre todo por interpretar el papel de Ayiana en las series de ciencia ficción de televisión Stargate SG-1 y Stargate Atlantis. 

## Vida y carrera
Grauer nació como Anna-Margarita Grauer en la Ciudad de México, México, y es de origen noruego, húngaro y alemán. Se trasladó a Canadá cuando era una niña, y fue criada en Nelson, Columbia Británica. La madre de Grauer trabajaba como cocinera en MacGyver, serie protagonizada por Richard Dean Anderson, con quien Grauer más tarde actuaría en Stargate SG-1. Su altura es de 1,69 m.
Grauer está casada y tiene un hijo (nacido en 2004) y una hija.

## Filmografía

### Film
| Año  | Título                                             | Rol                  | Notas |
| ---- | -------------------------------------------------- | -------------------- | ----- |
| 2000 | Beautiful Joe                                      | Ariel                |       |
| 2000 | My 5 Wives                                         | Mesera en la piscina |       |
| 2003 | House of the Dead                                  | Alicia               |       |
| 2003 | The Lizzie McGuire Movie                           | Modelo #1            |       |
| 2004 | Catwoman                                           | Sandy                |       |
| 2005 | Alone in the Dark                                  | Agente Feenstra      |       |
| 2006 | Firewall                                           | Mesera               |       |
| 2010 | Percy Jackson & the Olympians: The Lightning Thief | Artemis              |       |
| 2013 | Elysium                                            | Agente del CCB       |       |
| 2013 | That Burning Feeling                               | Calista Whitacre     |       |
| 2016 | A Christmas to Remember                            | Brooke Hanson        |       |
| 2019 | Come to Daddy                                      | Precious             |       |

### Televisión
| Año          | Título                                                      | Rol                                                | Notas                                              |
| ------------ | ----------------------------------------------------------- | -------------------------------------------------- | -------------------------------------------------- |
| 1996         | Sliders                                                     | Debra                                              | Episodio: "Love Gods"                              |
| 1997         | Breaker High                                                | Lena                                               | Episodio: "Stowing Pains"                          |
| 1998         | The Net                                                     | Mori                                               | Episodio: "Sample"                                 |
| 1999, 2000   | First Wave                                                  | Olivia / Taryn                                     | Episodios: "Lost Souls", "Terminal City"           |
| 2000         | Seven Days                                                  | Leslie Dixon                                       | Episodio: "Space Station Down"                     |
| 2000         | Harsh Realm                                                 | Joven hermosa                                      | Episodio: "Three Percenters"                       |
| 2000         | First Target                                                | Nina Stahl                                         | Film para TV                                       |
| 2000         | The Christmas Secret                                        | Sra. Isakson                                       | Film para TV                                       |
| 2001         | Freedom                                                     | Lt. Fallon                                         | Episodio: "Mind Game"                              |
| 2002         | Beyond Belief: Fact or Fiction                              | Martha                                             | Segmento: "Night Walker"                           |
| 2002         | Romantic Comedy 101                                         | Deanna                                             | Film para TV                                       |
| 2002         | Stargate SG-1                                               | Ayiana                                             | Episodio: "Frozen"                                 |
| 2002         | We'll Meet Again                                            | Anna Marie Scalli                                  | Film para TV                                       |
| 2002–03      | John Doe                                                    | Theresa                                            | Episodios: "Pilot", "Remote Control", "The Rising" |
| 2003         | 1st to Die                                                  | Becky DeGraaff                                     | Film para TV                                       |
| 2003         | Out of Order                                                | Escort                                             | Miniserie                                          |
| 2003         | Black Sash                                                  | Beth Rodgers                                       | 6 episodios                                        |
| 2003         | Tarzan                                                      | Alice Clayton                                      | Episodio: "Pilot"                                  |
| 2003         | Andromeda                                                   | Melea                                              | Episodio: "Harper/Delete"                          |
| 2004         | Perfect Romance                                             | Novia de Peter                                     | Film para TV                                       |
| 2004         | Deep Evil                                                   | Dra. Cole                                          | Film para TV                                       |
| 2004         | Stargate Atlantis                                           | Ayiana                                             | Episodio: "Rising"                                 |
| 2004         | Smallville                                                  | Dra. Gabrielle Vaughan                             | Episodio: "Crusade"                                |
| 2004–06      | The Collector                                               | Katrina                                            | 17 episodios                                       |
| 2005         | Ladies Night                                                | Emily Morgan                                       | Film para TV                                       |
| 2005         | The L Word                                                  | Sandy                                              | Episodio: "Luminous"                               |
| 2005         | Behind the Camera: The Unauthorized Story of 'Mork & Mindy' | Raquel Welch                                       | Film para TV                                       |
| 2005         | Young Blades                                                | Emanuelle                                          | Episodio: "Coat of Arms"                           |
| 2005         | Murder at the Presidio                                      | Kathy Tucker                                       | Film para TV                                       |
| 2005         | Intelligence                                                | Katarina                                           | Film para TV                                       |
| 2006         | Godiva's                                                    | Annie                                              | Episodio: "Floodgates"                             |
| 2006         | Three Moons Over Milford                                    | Sarah Louise                                       | 4 episodios                                        |
| 2006–07      | Intelligence                                                | Katarina Weigel                                    | 16 episodios                                       |
| 2007         | Supernatural                                                | Demonio del cruce de carreteras                    | Episodio: "All Hell Breaks Loose: Part 2"          |
| 2007         | Flash Gordon                                                | Genessa                                            | Episodio: "Conspiracy Theory"                      |
| 2008         | Lost Behind Bars                                            | Amanda Watson                                      | Film para TV                                       |
| 2008         | Yeti: Curse of the Snow Demon                               | Fury                                               | Film para TV                                       |
| 2009         | Flashpoint                                                  | Irina Kazkov                                       | Episodio: "The Fortress"                           |
| 2009         | Encounter with Danger                                       | Carrie                                             | Film para TV                                       |
| 2009         | Stargate Universe                                           | Emily Young                                        | 4 episodios                                        |
| 2010         | The Bridge                                                  | Abby St. James                                     | 12 episodios                                       |
| 2010         | Smoke Screen                                                | Miranda                                            | Film para TV                                       |
| 2011         | V                                                           | Kerry Eltoff                                       | 3 episodios                                        |
| 2011–present | Archer                                                      | Katya Kazanova / Imitadora de Veronica Deane (voz) | Recurrente                                         |
| 2012         | Fringe                                                      | Diana Sutter                                       | Episodio: "A Short Story About Love"               |
| 2012         | Seattle Superstorm                                          | Teniente Comandante Emma Peterson                  | Film para TV                                       |
| 2013         | Arrow                                                       | Vivian                                             | Episodio: "Betrayal"                               |
| 2013         | Profile for Murder                                          | Dra. Michelle                                      | Film para TV                                       |
| 2013         | After All These Years                                       | Christine                                          | Film para TV                                       |
| 2013         | Cult                                                        | Lexi                                               | 4 episodios                                        |
| 2014         | Arctic Air                                                  | Connie Jackowski                                   | Episodio: "The Finish Line"                        |
| 2014         | Motive                                                      | Victoria Hill                                      | Episodio: "Nobody Lives Forever"                   |
| 2014         | Mom's Day Away                                              | Trish                                              | Film para TV                                       |
| 2015         | Truth&Lies                                                  | Mamá de Hannah                                     | Film para TV; conocido también como Text to Kill   |
| 2015         | The Whispers                                                | Meg (madre de Jane)                                | 4 episodios                                        |
| 2015         | iZombie                                                     | Taylor Fowler                                      | Episodio: "Real Dead Housewife of Seattle"         |
| 2016         | Garage Sale Mystery: The Art of Murder                      | Sydney                                             | Film para TV                                       |
| 2017         | Christmas Princess                                          | Sharon                                             | Film para TV                                       |